# Johannes Jacob Hegetschweiler
Pour les articles homonymes, voir Hegetschweiler.
Johannes Jacob Hegetschweiler (né le 14 décembre 1789 à Rifferswil, mort le 9 septembre 1839 à Zurich) est un médecin, botaniste et homme politique suisse.

## Biographie
Hegetschweiler était le fils d'un chirurgien de Rifferswil dans le canton de Zurich. Il fut élève à la Kantonsschule d'Aarau et étudia par la suite la médecine à Zurich avant de poursuivre ses études de 1809 à 1812 à l'université de Tübingen. Il suivit des cours sur les sciences naturelles et fut influencé par les travaux de Carl Friedrich von Kielmeyer (1765-1844). À Tübingen en 1812, il obtint son titre de médecin grâce à un travail sur le galanga, un rhizome utilisé comme condiment en Asie.
En 1813, Hegetschweiler décrocha le poste de médecin-chef dans un hôpital militaire près de Rheinau. L'établissement avait été mis en place par les troupes autrichiennes lors de leur passage à travers la Suisse. Il attrapa le typhus et dès sa convalescence, travailla en tant que médecin à Stäfa près du lac de Zurich, un poste qu'il occupa entre 1814 et 1831.
Durant son temps libre, Hegetschweiler collectionnait et observait les plantes dans la nature. Il entretenait également un jardin où il faisait pousser diverses plantes médicinales aux origines les plus variées. Il vouait un intérêt tout particulier pour la végétation alpine qu'il avait appris à connaître au travers de nombreuses expéditions dans les montagnes du pays. Il tenta également de gravir le Tödi à plusieurs reprises (1819, 1822 et 1829), un sommet situé dans les Alpes glaronnaises. Il fut devancé par P. Curchellas et A. Bisquolm qui parvinrent au sommet en 1824. Hegetschweiler rapporta de ses voyages en haute altitude une multitude de relevés topographiques, diverses mesures, des observations et analyses sur la limite des neiges et les glaciers, ainsi que des descriptions de plantes nivicoles.
Il s'intéressa à la taxonomie des plantes, plus spécialement les genres Veronica, Gentiana, Salix et Hieracium, qui furent l'objet de description précise. Selon lui, les différences entre les espèces provenaient d'une concentration des influences du monde extérieur (...) la plupart à cause des variations d'intensité lumineuse, l'exposition, l'humidité, la sécheresse, la richesse ou la pauvreté des corps. Selon l'énergie produite par ces influences apparaissaient des espèces différentes auxquelles il attribue des noms en allemand :
- Spielart (variété) - provoquée par des actions minimes ;
- Abart (variété) - provoquée par des actions longues et intenses ;
- Halbspecie (semi-variété/espèce) - produite par une influence permanente.

En 1822, il prépara une nouvelle édition du  « Flora helvetica » de Johann Rudolf Suter (1766-1827), un recueil de botanique orienté sur la localisation des espèces. Il y ajouta un grand nombre de variétés et les endroits où l'on pouvait trouver des spécimens. En 1825, il publia un résumé de ses observations faites lors des tentatives d'ascension du Tödi et les randonnées effectuées aux alentours. En 1838, parut le Grosse Flora der Schweiz qui fut complété et terminé après sa mort par Oswald Heer (1809-1883). L'ouvrage contient 2 889 plantes, toutes variétés confondues.
À côté de sa passion pour la botanique, Hegetschweiler occupa des postes importants en tant que politicien. De 1830 à 1839, il siégea au Grand Conseil de Zurich et entre 1831 et 1839, au gouvernement cantonal. En tant que libéral modéré, il s'opposa à la nomination du théologien David Friedrich Strauss (1808-1874) à l'université de Zurich, cette décision provoqua un tollé dans les milieux conservateurs du canton. Des amis lui avaient conseillé de quitter ses fonctions et il avait déjà entamé des démarches à ce sujet. Mais un conflit, le Züriputsch, éclata entre les fanatiques religieux et les modérés. Le 6 septembre 1839, l'un des insurgés fit feu sur Hegetschweiler alors que ce dernier tentait d'obtenir un cessez-le-feu. Il fut touché à la tête et s'effondra. Il décéda trois jours plus tard.
Oswald Heer rendit un hommage en donnant le nom de Salix hegetschweileri à l'une des variétés de saules. August Edvard Vainio (1853-1929) attribuera également un nom en l'honneur du botaniste, la Bacidia hegetschweileri (une espèce de lichen).